# Unione dei Democratici "Per la Lituania"
L'Unione Democratica "Per la Lituania" (in lituano: "Demokratų sąjunga „Vardan Lietuvos“) è un partito politico lituano di centro-sinistra, di orientamento ambientalista, fondato nel 2022 dall'ex primo ministro Saulius Skvernelis.

## Storia
L'Unione dei Democratici "Per la Lituania" è stata fondata nel gennaio del 2022 dall'ex primo ministro Saulius Skvernelis, già membro del partito verde conservatore Unione dei Contadini e dei Verdi di Lituania (LVŽS). La scissione è seguita a una lunga serie di contrasti tra Skvernelis e il leader dell'LVŽS Ramūnas Karbauskis. Hanno aderito al nuovo partito, tra gli altri, l'ex ministro dell'Ambiente Kęstutis Mažeika e il Commissario europeo per l'Ambiente, gli Oceani e la Pesca Virginijus Sinkevičius.
Alle elezioni europee del 2024 il partito ha ottenuto il 5,9% e ha eletto un eurodeputato, il commissario uscente Sinkevičius.

## Risultati elettorali
| Elezione     | Voti   | %   | Seggi  |
| ------------ | ------ | --- | ------ |
| Europee 2024 | 40.351 | 5,9 | 1 / 11 |